# Cratere Victoria
Victoria è un cratere presente sul pianeta Marte, situato sul Meridiani Planum e visitato dal rover Opportunity tra i sol 95 e 315 della sua missione.
Il nome del cratere ha un doppio eponimo. La nomenclatura ufficiale dell'IAU, che attribuisce ai piccoli crateri marziani i nomi
di città, lo associa all'omonima località delle Seychelles. La nomenclatura informale della NASA, che attribuisce nomi e luoghi collegati all'epopea dell'esplorazione della Terra ai crateri visitati dal rover, lo associa a Victoria, una delle cinque navi di Ferdinando Magellano e la prima a circumnavigare la Terra.
Ha una dimensione di circa 900 metri, circa otto volte l'estensione del cratere Endurance. Attorno ai bordi del cratere sono presenti numerosi affioramenti con insenature del bordo del cratere e promontori che sono stati chiamati dalla NASA come le baie e i capi scoperti da Magellano.

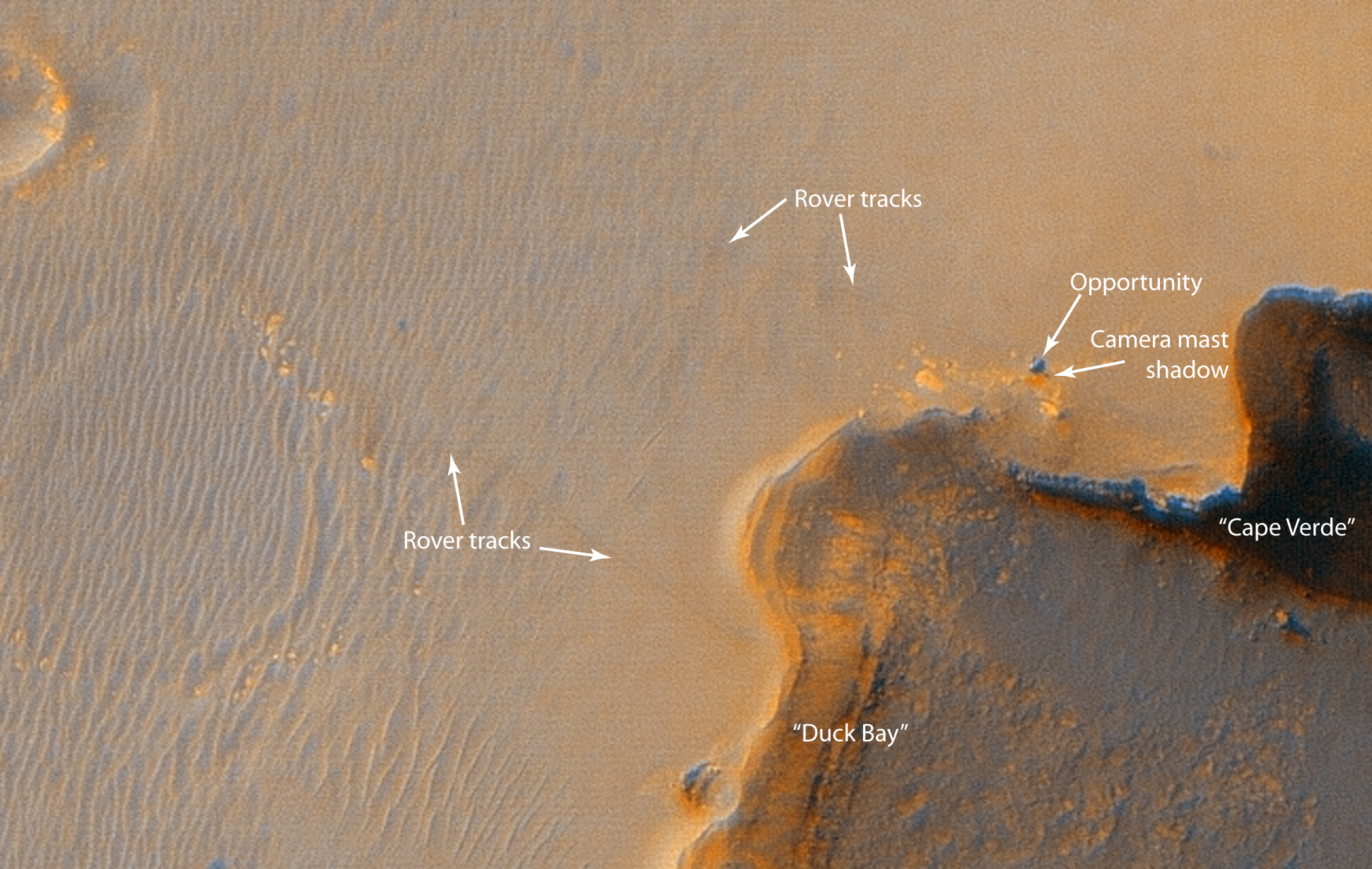
Il rover Opportunity sul bordo del cratere Victoria ripreso dell'MRO

Opportunity viaggiò per 21 mesi verso questo cratere prima di raggiungerne il bordo il 26 settembre 2006 (sol 951) nella cosiddetta "Duck Bay".
Il rover ha ripreso diverse insenature del bordo del cratere, chiamate informalmente "Capo Verde" e "Cabo Frio" e un piccolo cratere chiaro sul lato opposto di Victoria.